# Bladnoch (Fluss)
Der Bladnoch ist ein Fluss in der schottischen Council Area Dumfries and Galloway beziehungsweise der traditionellen oder Verwaltungsgrafschaft Wigtownshire.

## Beschreibung
Der Fluss fließt vom Südufer des 117 m hoch am Ostrand der Galloway Hills gelegenen Loch Maberry ab. Den See quert die Grenze zwischen Dumfries and Galloway im Süden und South Ayrshire im Norden. Der Bladnoch folgt zunächst einer vornehmlich südöstlichen Richtung. Durch eine dünnbesiedelte Region verlaufend, passiert er mehrere Weiler jedoch keine größeren Ansiedlungen. Etwa fünf Kilometer südöstlich von Kirkcowan dreht der Lauf des Bladnoch nach Osten. Er passiert die Ortschaft Bladnoch und mündet schließlich nach insgesamt 40 Kilometern bei Wigtown in die Wigtown Bay, einer Nebenbucht des Solway Firth. Entlang seines Laufs nimmt der Bladnoch verschiedene Bäche auf. Sein wesentlicher Zufluss ist das Tarf Water, das bei Kirkcowan von rechts einmündet. Weite Teile seines Laufs führen über die Halbinsel The Machars.

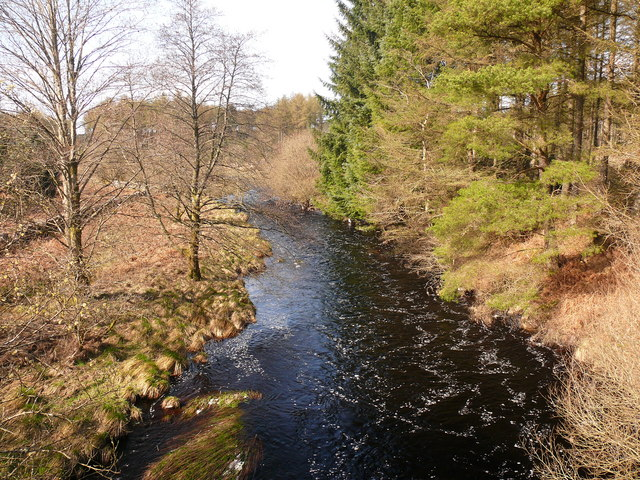
Oberlauf des Bladnoch von der Bridge over Bladnoch
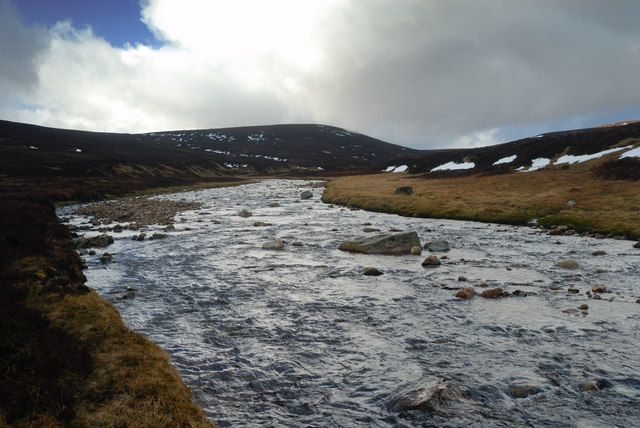
Das Tarf Water als größter Zufluss
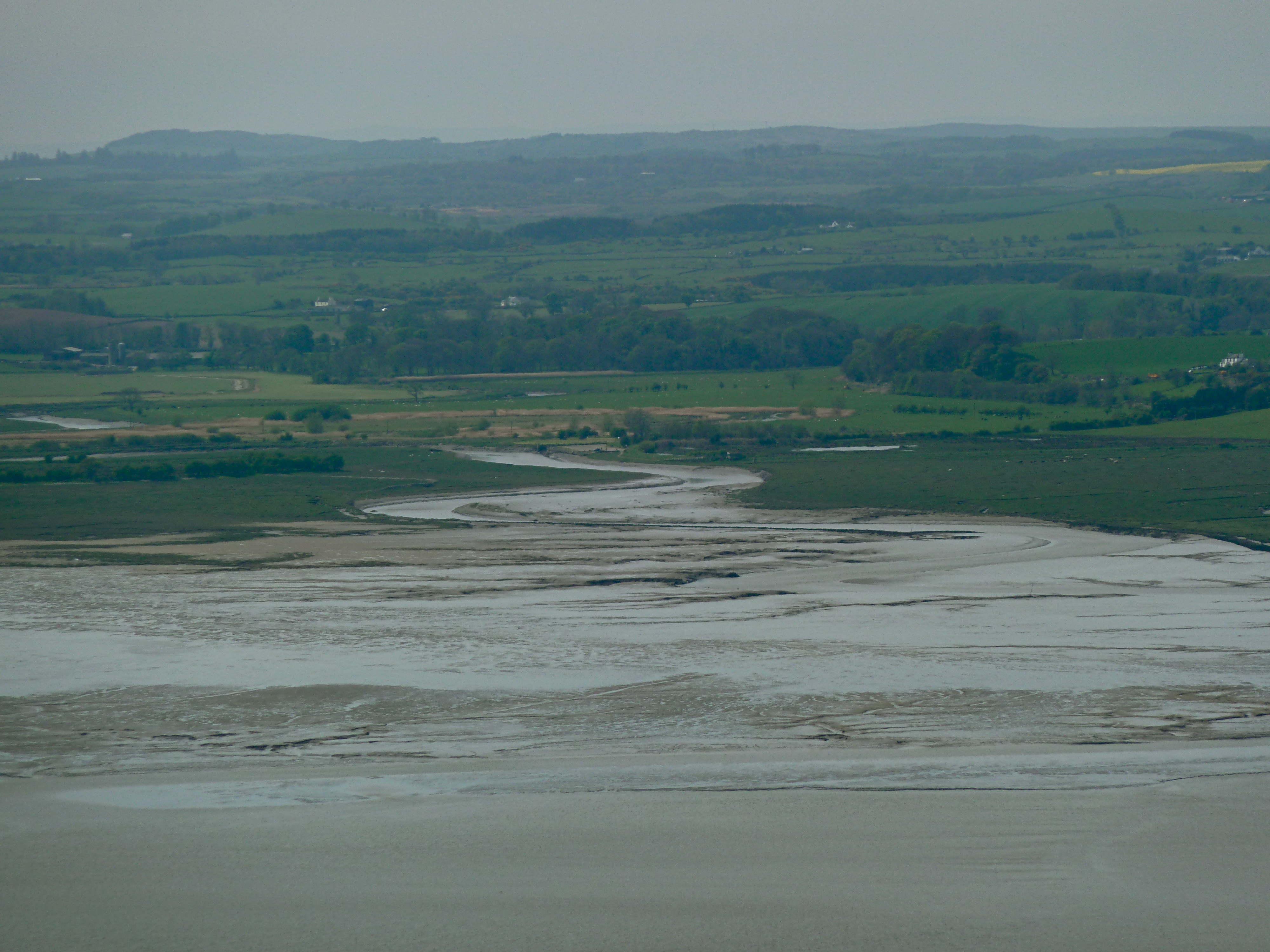
Mündung des Bladnoch in die Wigtown Bay

Aufgrund seiner Forellen-, Hecht-, Flussbarsch-, Rotaugen- und Lachsbestände eignet sich der Bladnoch zum Fischen. Der Galloway Fischeries Trust überwacht und reguliert seine Fischbestände. Bezüglich seines Lachsbestands ist der Bladnoch als Special Area of Conservation ausgewiesen. Der Schutzraum umfasst auch seine Zuflüsse.

## Bauwerke am Bladnoch
Entlang des Bladnochs zeugen verschiedene historische Denkmäler von der früheren Besiedlung der Flussufer. Hierzu zählen der Steinkreis Torhousekie, die Motte Boreland Mote sowie das mittelalterliche Wigtown Castle bei Wigtown. Insgesamt fünf denkmalgeschützte Brücken überspannen den Bladnoch. Die Bogenbrücke Bridge over Bladnoch stammt ebenso aus dem 19. Jahrhundert wie die Shennanton New Bridge, die Spittal Bridge (B733) und die Bladnoch Bridge (A714). Einzig die Shennanton Old Bridge, welche durch die Shennanton New Bridge ersetzt wurde, wurde bereits im frühen 18. Jahrhundert aufgemauert. Wenige Meter flussabwärts der Shennanton New Bridge quert die A75 (Stranraer–Gretna Green) den Bladnoch auf einer modernen Brücke. In wenigen Metern Entfernung überspannte eine Eisenbahnbrücke entlang der Portpatrick Railway den Fluss. Eine weitere Brücke befand sich bei Bladnoch. Beide Brücken wurden mit der Abtragung der Bahnstrecke abgebaut.

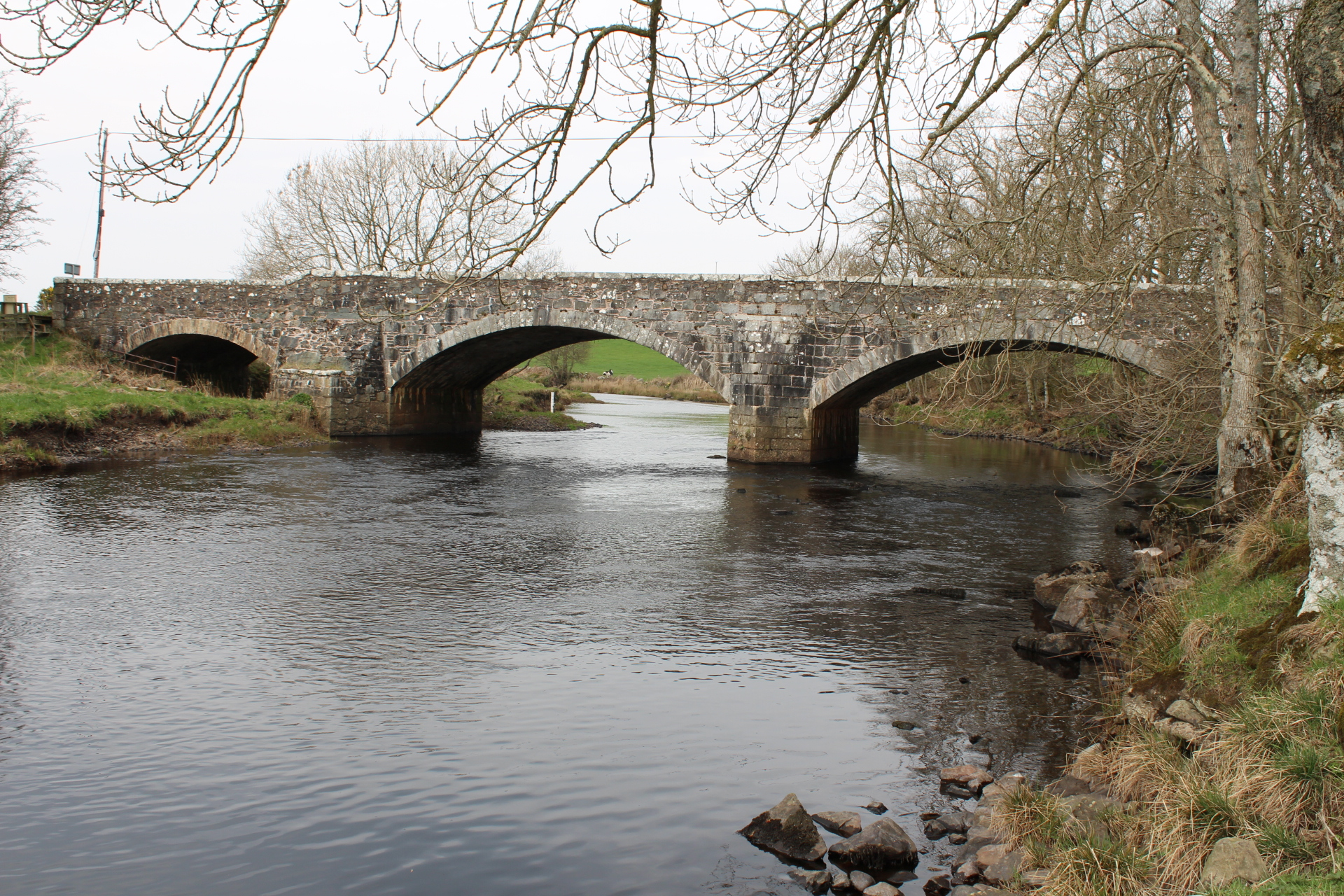
Spittal Bridge
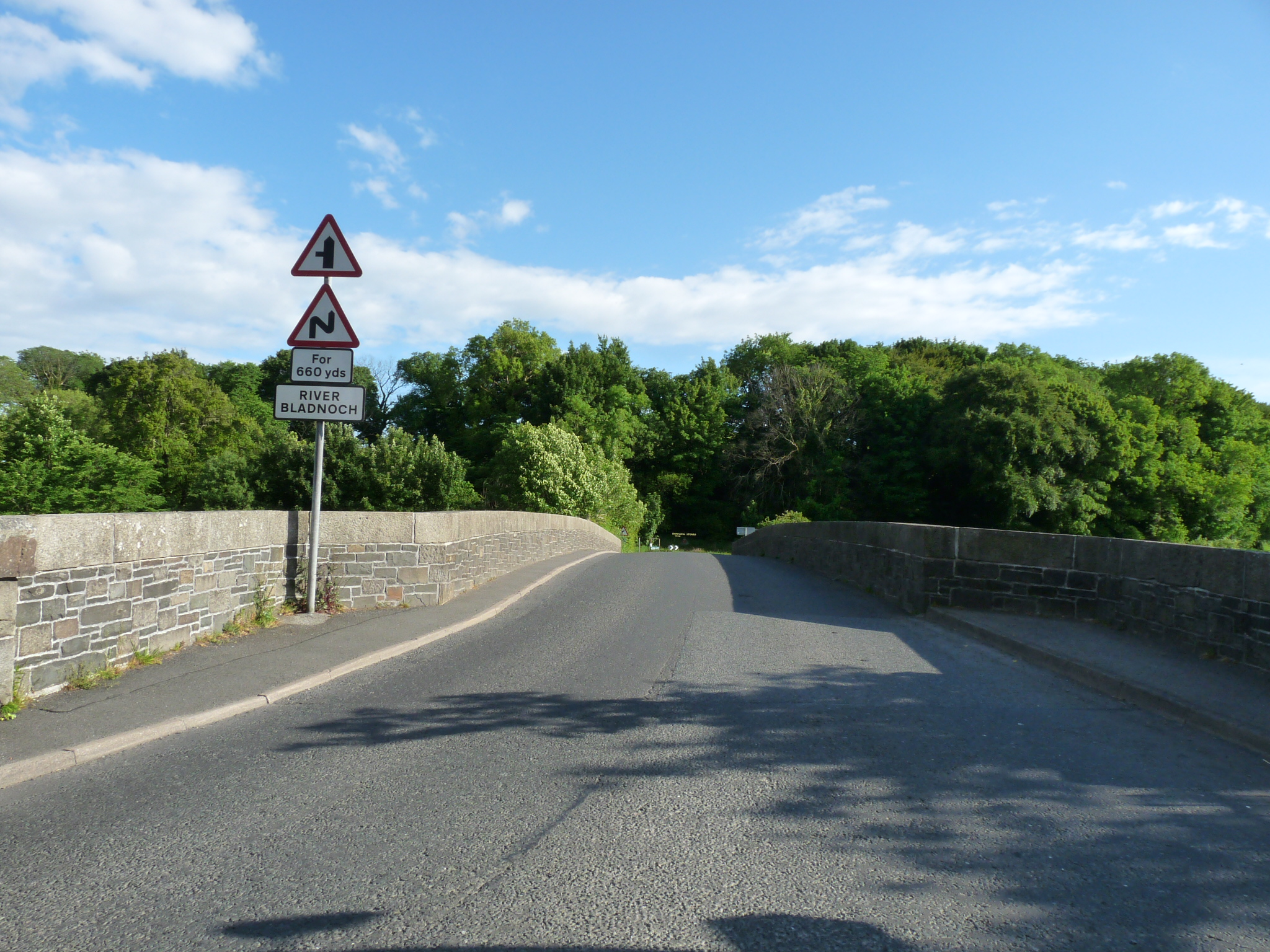
Bladnoch Bridge
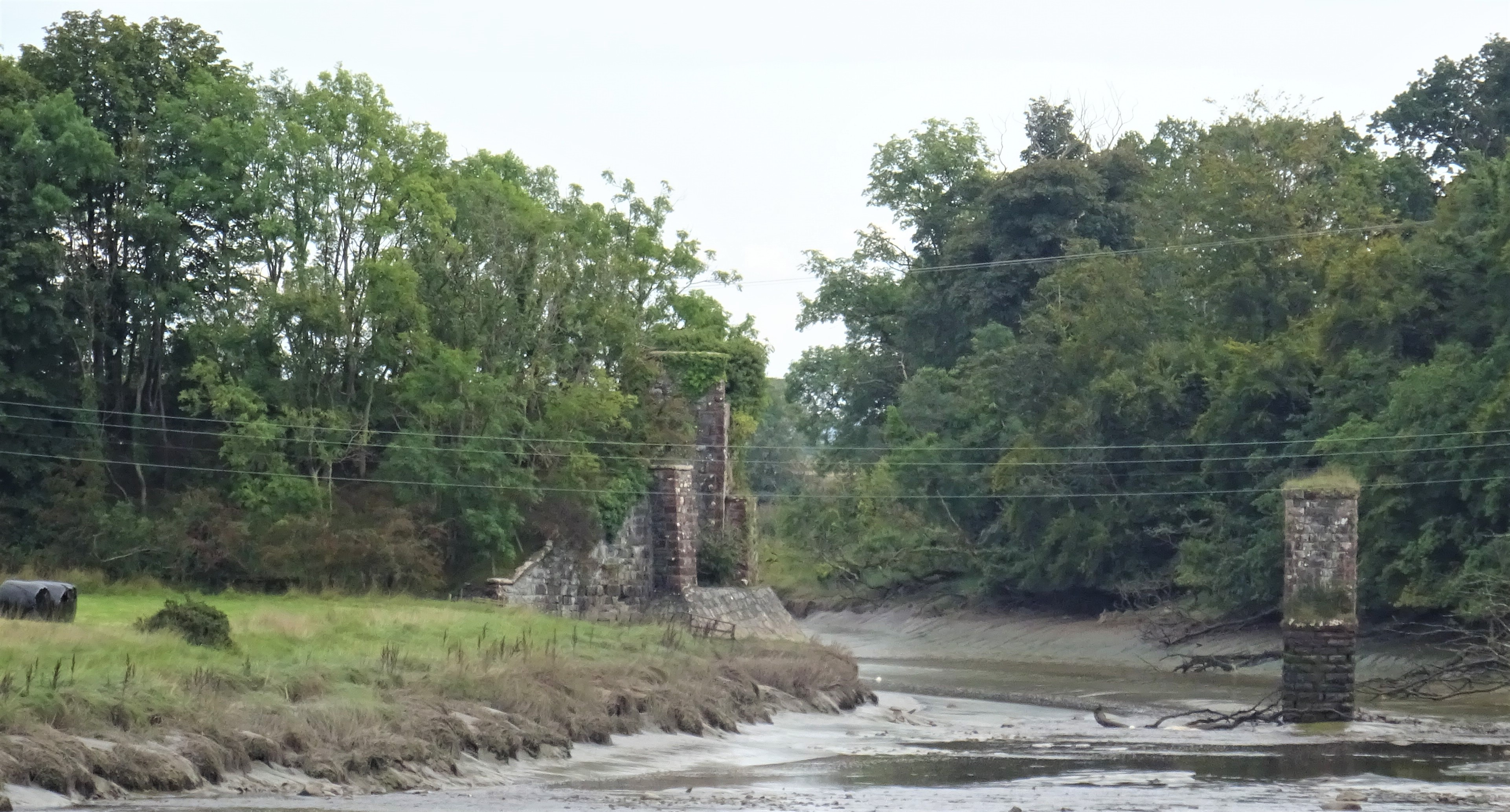
Überreste des Bahnviadukts bei Bladnoch